# Sitone du pois
Sitona lineatus
Espèce
Sitona lineatus (sitone du pois, sitone linéaire, charançon rayé du pois) est une espèce d'insectes coléoptères de la famille des Curculionidae, originaire de l'Ancien monde.
Cet insecte polyphage est considéré comme un ravageur du pois et d'autres légumineuses cultivées, notamment en Europe et en Amérique du Nord.
Les dégâts sont dus aux adultes qui attaquent les feuilles des jeunes plants et surtout aux larves qui vivent dans le sol et se nourrissent des nodosités racinaires à Rhizobium des légumineuses, réduisant les capacités d'assimilation de l'azote atmosphérique par ces plantes.

## Description
L'adulte (imago), de couleur gris verdâtre à brun rougeâtre, mesure de 4 à 5 mm de long.
Le corps, élancé, est orné de trois discrètes lignes longitudinales claires sur le thorax et les élytres.
La tête est prolongée d'un rostre aussi long que cette dernière.
Les œufs, globuleux, font 3 mm de diamètre environ. Leur couleur, initialement blanc ivoire, vire au noir rapidement.
La larve, de couleur blanchâtre, sauf la tête brun jaunâtre, mesure de 5 à 6 mm de long. Le corps, apode, est incurvé en forme de C.
La chrysalide, de couleur blanche, mesure de 4 à 6 mm de long,.

## Biologie

### Cycle de vie

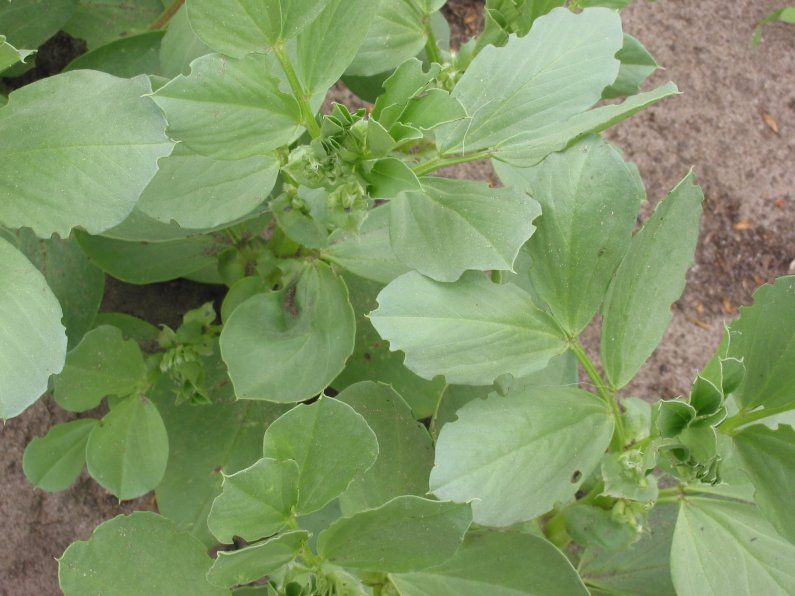
Attaque du sitone sur fève.

Les adultes apparaissent au printemps et se nourrissent sur les feuilles de légumineuses, créant sur ces dernières des encoches semi-circulaires caractéristiques.
Les femelles déposent leurs œufs à la fin du printemps (mai à juillet en France) en petits groupes sur les feuilles ou les tiges, ou au pied des plantes hôtes ; chaque femelle pouvant déposer jusqu'à 1400 œufs.
Après l'éclosion les larves pénètrent dans le sol et attaquent les nodosités et les racines.
La nymphose intervient après 4 à 8 semaines et dure de 2 à 3 semaines selon la température.
L'hibernation se fait sous forme d'imago, et parfois sous forme larvaire, la nymphose étant alors reportée au printemps,.

### Plantes hôtes
Le sitone du pois est un ravageur polyphage, inféodé aux plantes de la famille des Fabaceae (légumineuses). Il attaque principalement diverses plantes cultivées, telles que le pois (Pisum sativum), le haricot (Phaseolus vulgaris), la fève (Vicia faba), la Luzerne cultivée (Medicago sativa), la Luzerne lupuline (Medicago lupulina), le lotier '(Lotus corniculatus), la vesce (Vicia sativa), etc.
parmi les hôtes secondaires figurent diverses espèces de trèfle, le sainfoin, le pois chiche, l'arachide, et des arbres comme le cytise et le robinier.

## Synonymes
Selon Pesi :
- Curculio lineatus Linnaeus, 1758

## Distribution
Sitona lineatus est une espèce originaire de l'ancien monde : Europe, Moyen-Orient, Afrique du Nord, qui a été introduite en Amérique du Nord.